# أندي بيغز
أندي بيغز (بالإنجليزية: Andy Biggs)‏ هو مصور أمريكي، ولد في 1969 في هيوستن في الولايات المتحدة.